# Twistringen
Twistringen é uma cidade da Alemanha localizada no distrito de Diepholz, estado de Baixa Saxônia.